# المواصی
المواصی شهری در استان رفح از توابع نوار غزه است.